# 独山湖
独山湖是一个位于中国山东省济宁市鱼台县的湖泊。 面积144.61平方公里。湖中有独山岛。元末，在独山之下始现此湖，后面积逐渐扩大。为南四湖（南陽湖、昭陽湖、獨山湖、微山湖）之一。